# Битва при Улунди
Битва при Улунди (англ. Battle of Ulundi) — последнее крупное сражение англо-зулусской войны, состоявшееся 4 июля 1879 года. После паузы в войне, вызванной необходимостью для обеих сторон подготовиться к дальнейшим действиям, британские войска начали новое наступление на земли зулусов. Британский командующий лорд Челмсфорд, стремившийся добиться решающего военного успеха после первоначального поражения при Изандлване, отклонил все мирные предложения зулусов.
Зулусский король Кечвайо был вынужден принять бой при почти заведомо проигрышных условиях (в первую очередь, из-за подавляющего технического превосходства англичан). Короткое сражение длилось чуть больше получаса и окончилось разгромом главных сил зулусского королевства и захватом британцами королевского крааля в Улунди. Тяжёлое поражение зулусов в этой битве фактически положило конец их организованному сопротивлению. В итоге зулусское государство утратило суверенитет, а Кечвайо попал в плен и вернулся на престол 3 года спустя лишь в качестве марионеточного правителя.

## Предыстория

### Успех зулусов при истощении их сил
Первый период войны с зулусским королевством, начавшейся в январе 1879 года, оказался крайне неблагоприятным для британских сил. 22 января англичане потерпели тяжёлое поражение в битве при Изандлване, когда оказалась полностью уничтоженной главная колонна наступавшей армии — полностью погибли шесть рот 24-го пехотного полка, потери англичан составили 907 чел. убитыми; туземные части британской армии потеряли ещё около 470 чел. Британскому командующему в Южной Африке лорду Челмсфорду оставалось только отступить на довоенные позиции, отведя войска за реку Тугела, служившую границей между британскими и зулусскими владениями, и на время отказаться от активных действий.

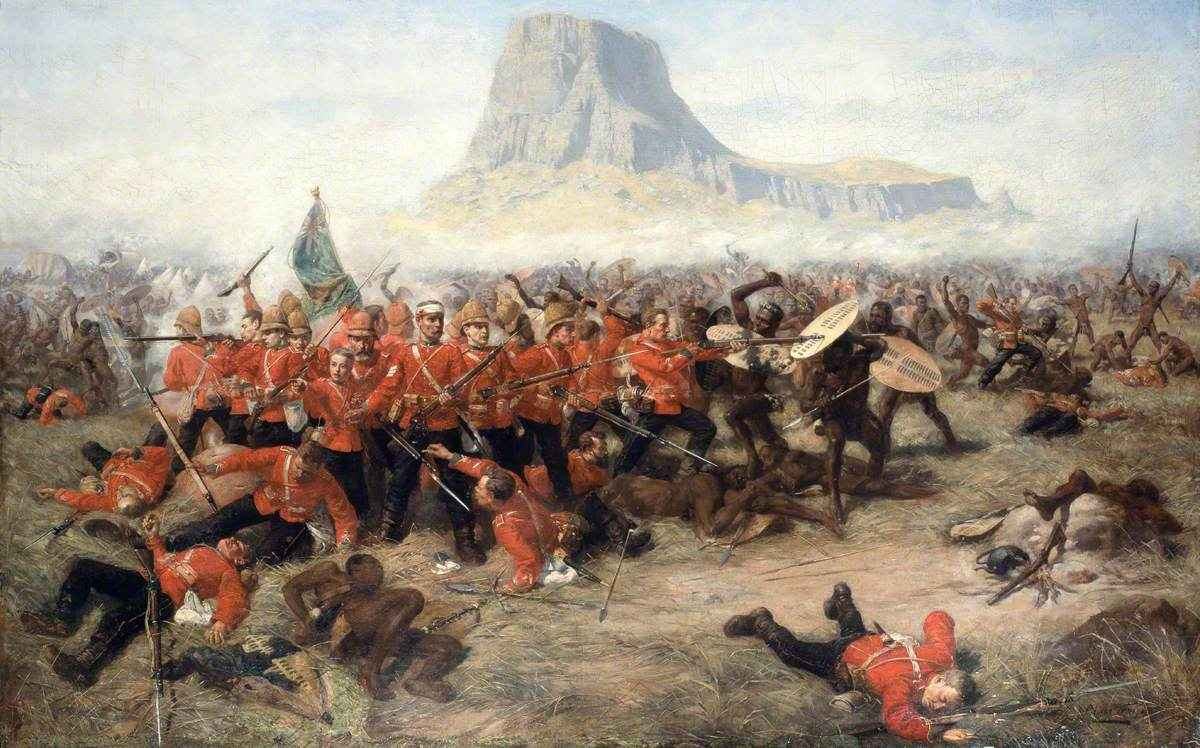
Сражение при Изандлване 22 января 1879 г., гибель британского 24 пехотного полка (картина Ч. Э. Фриппа, 1885 год). Зулусы надеялись на повторение успеха.

Зулусские силы осадили и полностью заблокировали британский отряд в краале Эшове. 28 марта произошёл крупный бой у Хлобане, закончившийся снова серьёзным поражением англичан. Они потеряли 125 белых солдат из 675 и большое число туземных бойцов. При этом был также потерян обоз; большой неудачей оказалась потеря лошадей, в которых у британцев ощущалась острая нехватка. Зулусские потери были довольно малы.
Несмотря на столь блистательный успех, зулусская армия, которой командовал король (более правильно называемый инкоси, наследственный верховный вождь) Кечвайо, оказалась в довольно сложном положении. На следующий день после сражения у Изандлваны одна из колонн зулусов атаковала британский укреплённый пост у Роркс-Дрифта и, несмотря на то, что его защищала всего одна рота, оказалась не в состоянии взять его. 10-часовой бой стоил зулусам примерно полутора тысяч убитых и раненых при полном отсутствии результата. Принимая в расчёт ещё и потери у Изандлваны, которые достигали, по ряду подсчётов, 1,5-3 тыс. только убитыми, войска короля оказались на грани истощения.
Ситуацию для Кечвайо усугубили два новых неудачных боя, особенно при Камбуле — 29 марта (на следующий день после зулусской победы при Хлобане). В бою у Камбулы атаки зулусов оказались безрезультатными и привели лишь к огромным потерям — в армии Кечвайо выбыло из строя 3 тыс. воинов, потери же англичан оказались малы, всего 16 убитых. Помимо собственно потерь, зулусы получили сильный моральный удар, поэтому данное сражение рассматривается как своего рода психологический перелом в войне. Другой бой произошёл 2 апреля у Гингиндлову, где зулусы также понесли большие потери и были вынуждены снять осаду Эшове. После этого сил зулусской армии уже не хватало, чтобы развить успех и продолжать войну на земле противника. В результате в войне возникла пауза, которую каждая из сторон старалась использовать с максимальной эффективностью.

### Подготовка британцев к новому наступлению
Британское командование оказалось перед острой необходимостью добиться срочного и решающего перелома в боевых действиях. Для Лондона это был вопрос сохранения имперского престижа и восстановления славы британского оружия, а для Челмсфорда — «сохранения лица» как командующего действующей армией. Решимость Челмсфорда добиться успеха подогревалась известием о скором прибытии нового командующего виконта Гарнета Уолсли, известного и заслуженного офицера. Генерал-лейтенант, по-видимому, хорошо понимал шаткость своего положения, зная, что даже премьер-министр Бенджамин Дизраэли после изандлванской катастрофы подвергал его самой резкой критике.
После поражения при Изандлване в Южную Африку стали направляться крупные подкрепления. Благодаря подкреплениям, к началу июня Челмсфорд значительно увеличил общую численность своих сил в Натале — до 25,5 тыс. чел. Снабжение такого большого количества войск представлялось непростой задачей ввиду того, что британцы не располагали достаточным для этого числом повозок и тяглового скота. Тем не менее удалось, с большими сложностями, выделить около 600 фургонов, 8 тысяч быков и 1 тысячи мулов. Для обозных работ пришлось мобилизовать сотни поселенцев-буров с их собственным транспортом и быками, что вызвало среди бурского населения Наталя серьёзные протесты.

## Силы сторон

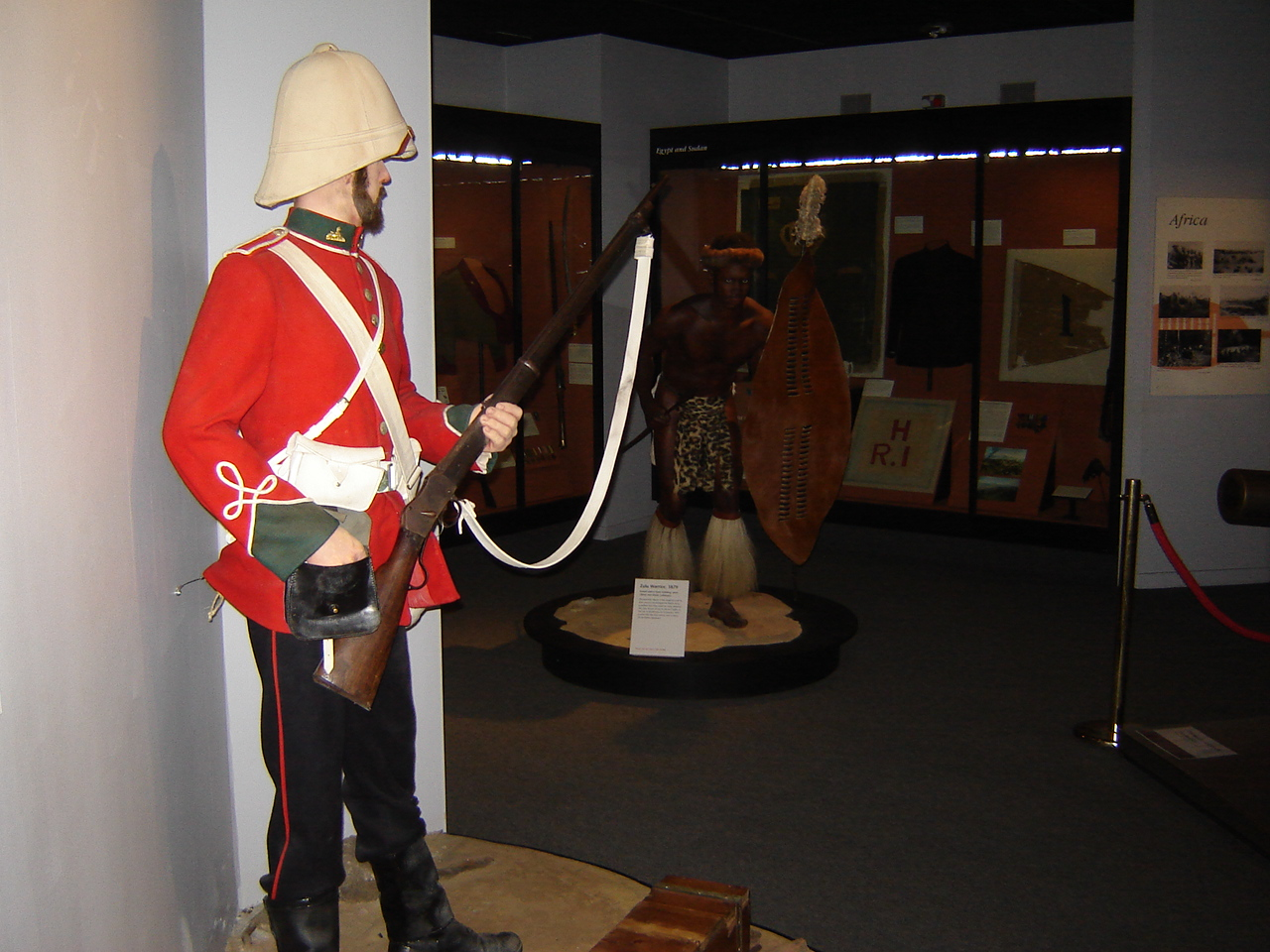
Британский пехотинец времён англо-зулусской войны (манекен в музее армии, Лондон). На заднем плане — манекен зулусского воина

### Британские силы
Второе наступление на зулусские земли Челмсфорд стал готовить с большой тщательностью. Свои основные силы генерал-лейтенант разделил на две дивизии, которые должны были наступать на Зулуленд параллельным маршем вдоль морского побережья так, чтобы охватить королевские земли с двух сторон.
Первая дивизия под командованием генерал-майора Генри Крилока должна была двигаться вдоль берега моря, остановиться в 25 милях (40 км) от Улунди, основать укреплённую базу и ждать дальнейших указаний. В Первую дивизию вошли 57, 88, 91 и 99 пехотные полки, по одному батальону от 3 и 60 пехотных полков, морская бригада (из моряков), 560 белых кавалеристов-ополченцев и разведывательный отряд из 160 верных британцам зулусов. Дивизия имела 15 орудий полевой артиллерии.
Самым мощным соединением была Вторая дивизия под командованием генерал-майора Эдварда Ньюдегейта. Челмсфорд со штабом двигался со Второй дивизией и фактически был её командиром. Была создана также Летучая колонна (англ. Flying Column; командир — генерал-майор Эвелин Вуд, командовавший британцами в боях у Хлобане и у Камбулы; впоследствии фельдмаршал), действовавшая самостоятельно, задачей которой было прикрытие Второй дивизии. В неё входили значительные силы кавалерии генерала Редверса Буллера (790 англичан и несколько сотен кавалеристов-туземцев).
В составе Второй дивизии, шедшей к Улунди, вместе с силами Летучей колонны находились:
- 58 пехотный полк;
- 80 пехотный полк;
- 90 пехотный полк;
- 94 пехотный полк;
- 2 батальон 21 шотландского гвардейского фузилёрного полка;
- 17 уланский полк;
- 1-й Его Величества драгунский гвардейский полк
- 1 батальон 13 лёгкого пехотного полка;
- Натальская туземная кавалерия

Артиллерия принадлежала к 17 уланскому полку и 13 лёгкому пехотному полку — это были 5 артиллерийских батарей (12 орудий и первая в британской армии батарея из 2 картечниц Гатлинга).
Таким образом, на Улунди наступало до 9 тыс. чел. регулярной пехоты, 1000 чел. регулярной кавалерии и 7 тыс. чел. прочих (иррегулярные туземные и белые формирования и вспомогательный состав) — в целом 17 тыс. чел.
Значительная часть войск была оставлена в Натале.

### Зулусские силы

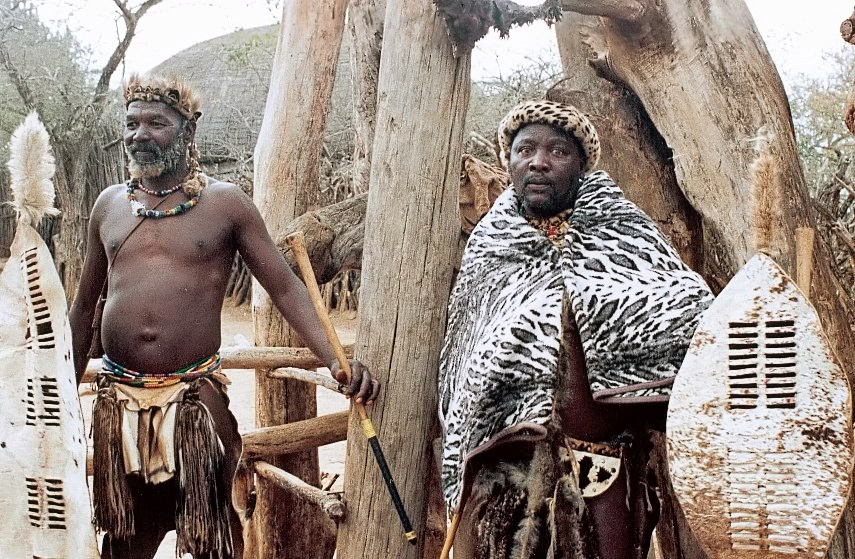
Зулусские вожди (индуну) в краале, современная эпоха (фотография 1991 года)

Зулусское королевство выставило для войны практически все войска, которые смогло собрать. В районе Улунди находились главные силы общей численностью до 24-25 тыс. воинов. По сравнению с началом войны это означало серьёзное уменьшение зулусской военной мощи — в январе в распоряжении Кетчвайо было от 40 до 60 тыс. бойцов.
Сюда входили как многие тысячи опытных бойцов, участвовавших в предыдущих сражениях с англичанами, так и несколько тысяч молодых воинов, набранных недавно по призыву. Система воинской повинности в зулусском королевстве после реформ короля Чаки, проведённых в первой трети XIX века, была поставлена на недосягаемую для других африканских народов высоту и принципиально не отличалась от системы всеобщей военной повинности в европейских странах.
Зулусские войска делились на полки (зулу iButho), каждый из которых носил своё название; полки существовали на протяжении десятилетий и имели свои воинские традиции. Воины полков отличались друг от друга цветом щитов и некоторыми деталями одежды (головными и набедренными повязками и т. д.). Командиры полков назначались лично королём. Полк состоял обычно из 2,5-3 тыс. воинов. Комплектация полков осуществлялась на возрастной основе — одни полки состояли только из молодых воинов, другие — из опытных, третьи — из ветеранов. Полки могли быть сведены в корпуса (зулу iMpi). Общее командование осуществлял лично король, но командиры полков обычно проявляли значительную самостоятельность.

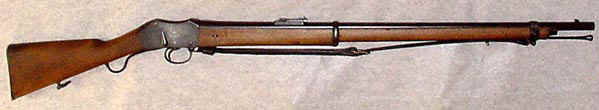
Винтовка системы Мартини-Генри, находившаяся на вооружении у обеих сторон войны

В сражении у Улунди участвовали следующие полки:
- Ингобамакоси (зулу inGobamakhosi)
- Исанггу (зулу iSangqu)
- Утулвана (зулу uThulwana)
- Умкапо (зулу uMxapho)
- Удлоко (зулу uDloko)
- Умсийо (зулу uMcijo)
- Удудуду (зулу uDududu)
- Нцукамгени (зулу Ntsukamngeni)
- Амаквенкве (зулу amaKhwenkwe)
- Унокенке (зулу uNokhenke)
- Унди (зулу uNdi), сводный корпус.

Ставка Кечвайо находилась в местечке Улунди (зулу Ulundi, букв. высокое место), куда король перенёс резиденцию в 1873 году, сразу после восшествия на престол.

### Вооружение британских войск
Британские части, состоявшие из собственно британцев, были хорошо вооружены и полностью обеспечены всем необходимым. Штатным вооружением британского пехотинца была однозарядная винтовка системы Мартини-Генри, базовая модель которой поступила на вооружение в 1871 году (в Южной Африке в 1879 году применялись в основном винтовки Мартини-Генри модификации Mk.II). Эта винтовка была подобна другим пехотным винтовкам того времени — в ней использовались крупнокалиберные (0,45 дюйма, или 11,43 мм) патроны типа .577/450 Martini-Henry на дымном порохе с тяжёлой свинцовой безоболочечной пулей весом 410—480 гранов (26-31 г). Отдача при стрельбе была очень сильной, из-за чего частый огонь приводил к быстрому утомлению бойцов.
Залповый огонь из винтовок в сражениях англо-зулусской войны начинался примерно с 400 ярдов (365 м), но эффективная дальность прицельного выстрела была значительно меньше. Как показали подсчёты расхода патронов после сражения у Роркс-Дрифта, в среднем только один британский выстрел из 25 приводил к выводу из строя зулусского воина, несмотря на то, что бой вёлся порой на самой близкой дистанции. Однако даже сравнительно лёгкое, по современным меркам, ранение воина, с учётом отсутствия у зулусов нормальной медицинской помощи, чаще оканчивалось смертью — легко деформирующиеся крупнокалиберные пули наносили тяжелейшие раны. Винтовка снабжалась длинным игольчатым штыком, применение которого доказало свою эффективность в рукопашных схватках с зулусами. Считалось, что в рукопашном бою английский пехотинец, вооружённый винтовкой со штыком, имел значительное преимущество перед зулусом, имевшим короткое ударное копьё.

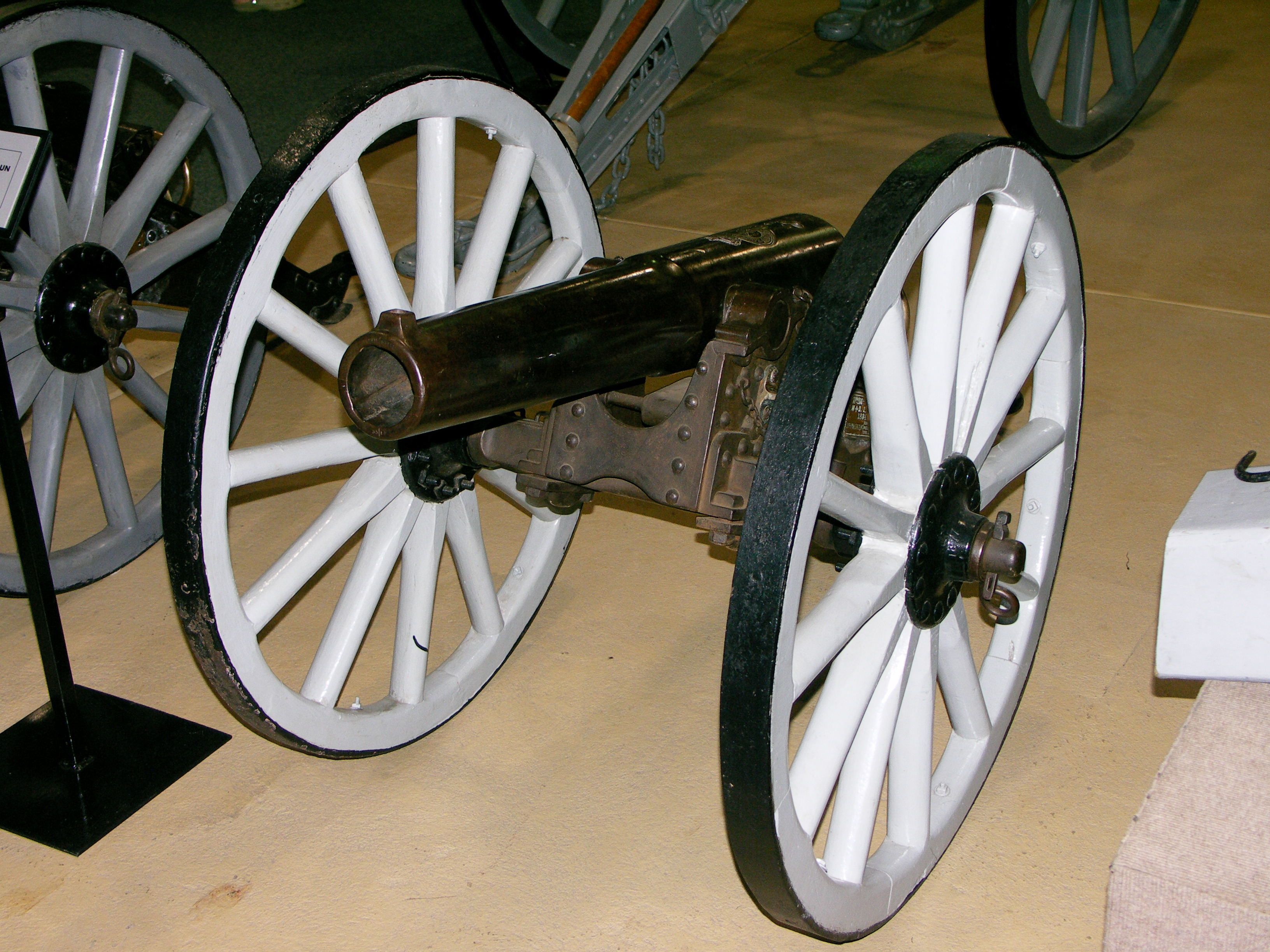
Британское горное 7-фунтовое орудие в музее военной истории в ЮАР

Войска Челмсфорда располагали горными артиллерийскими орудиями двух калибров — 7-фунтовыми и 9-фунтовыми (по массе использовавшихся снарядов — 7,4 и 9 фунтов соответственно, то есть 3,36 и 4,08 кг). Орудия были нарезными, но заряжались с дула. Для 7-фунтовых применялись снаряды трёх типов — «обычный», то есть фугасный, шрапнельный и так называемый «двойной», с удвоенным разрывным зарядом. 9-фунтовые орудия не применяли «двойной» снаряд, но могли стрелять картечью, которая была очень эффективна против сомкнутого строя зулусов. В качестве разрывного заряда фугасных снарядов применялся дымный порох. Дальность стрельбы достигала 3 тыс. ярдов (2,74 км), но на практике была значительно меньше, при этом мощность 7-фунтовых снарядов была, по мнению многих специалистов, слишком малой.

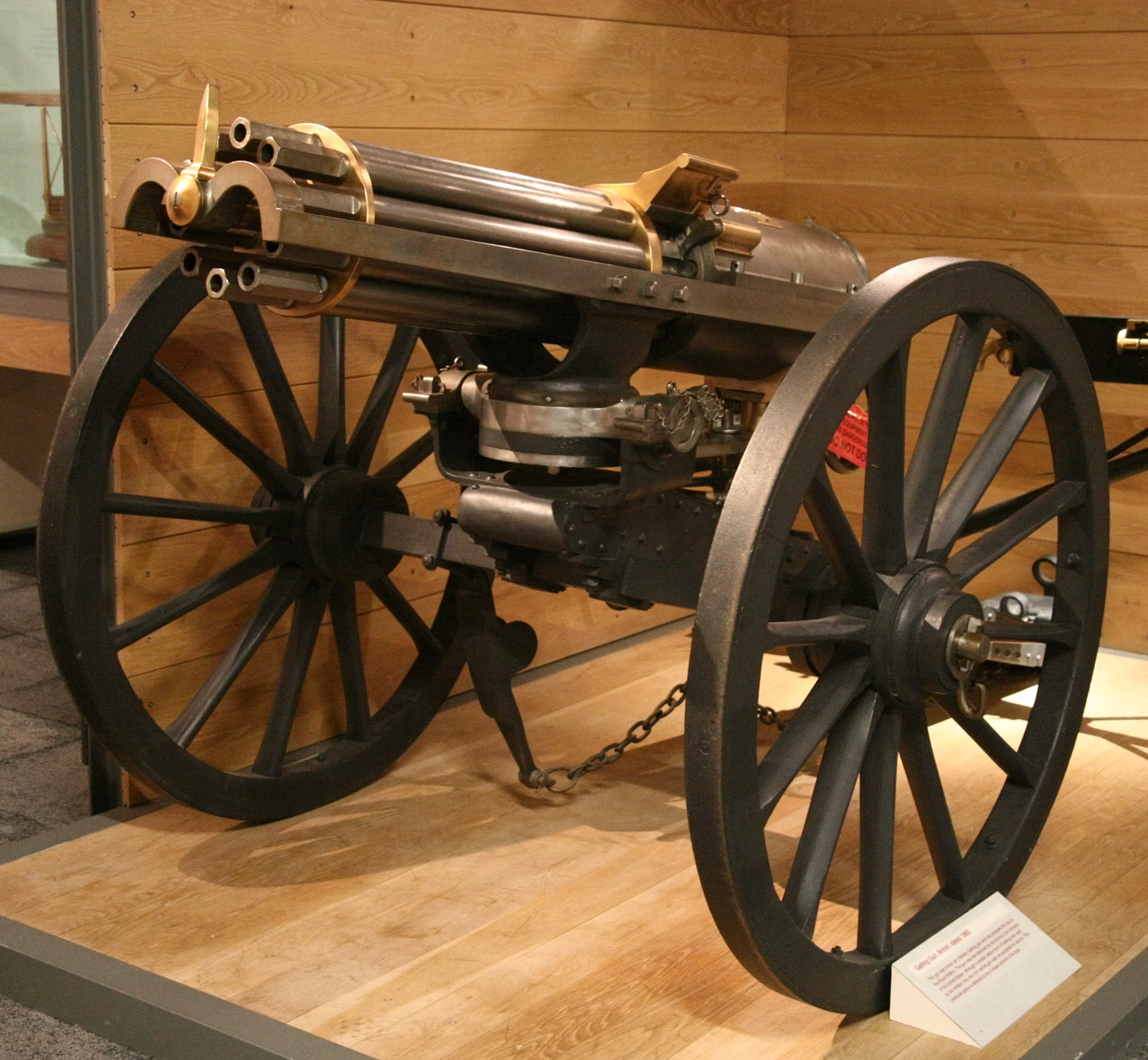
Картечница Гатлинга в Королевском артиллерийском музее в Великобритании

Новым, практически не испытанным в деле оружием были картечницы Гатлинга, предшественники пулемёта, — американское изобретение, для которого англо-зулусская война стала третьим после франко-прусской и русско-турецкой войн боевым применением за пределами США. Эти установленные на артиллерийских лафетах скорострельные установки с вращающимся пакетом стволов (первые поступившие в британскую армию образцы имели 6 стволов калибра 14,7 мм), имели огромную для того времени практическую скорострельность в 200 выстрелов в минуту. Войска Челмсфорда располагали двумя такими орудиями.
Британские части, набранные из местного населения — Натальские туземные войска — были оснащены и обучены намного хуже «белых» войск — винтовки имел лишь каждый десятый боец, к тому же винтовки были в основном устаревшими, а патронов полагалось только по 4 на стрелка. Вооружение остальных принципиально не отличалось от зулусского. Но солдаты-африканцы намного превосходили англичан в знании местности и были физически лучше подготовлены к длительным действиям в тяжёлых условиях Южной Африки, поэтому часто привлекались для дальней разведки.

### Вооружение зулусов
Вооружение зулусов было, в сравнении с британским, слабым и примитивным. Многие воины имели винтовки, причём вполне современных систем, в том числе сотни английских винтовок, захваченных у Исандлваны. Большинство зулусов в той или иной степени было знакомо с ружьями — по ряду оценок, в первый период войны в зулусской армии насчитывалось до 15 тысяч различных винтовок и гладкоствольных ружей. Однако стрелковая подготовка зулусов была очень слабой, хорошо стрелять умели лишь считанные единицы (такие стрелки были в основном собраны в отряды, которые король держал в качестве лейб-гвардии). Большой проблемой была острая нехватка боеприпасов, хотя только у Исандлваны в руки зулусов попало до 400 тыс. патронов.

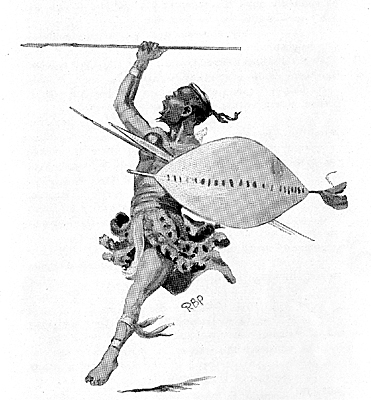
Зулусский воин (рисунок 1913 г.)

Наряду с несколькими сотнями винтовок Мартини-Генри, зулусы имели много других винтовок самых разнообразных систем. Частично огнестрельное оружие поступало контрабандой через португальские владения в Мозамбике, причём к зулусам попадало много очень старых ружей, например, таких, как английский гладкоствольный мушкет образца середины XVIII века Brown Bess.
В целом, основная масса зулусской армии полагалась на рукопашный бой с использованием традиционного холодного оружия. Даже те, кто имел винтовки, в большинстве своём настолько плохо владели ими, что зачастую, сделав единственный выстрел, даже не перезаряжали, а бросали их и шли в атаку с копьями. Типовое вооружение зулусского воина состояло из копья для рукопашного боя, называвшегося иклва (зулу iKlwa). Удлинённый вариант этого копья, предназначенный для метания, назывался ассегай. Наряду с коротким ударным копьём (реже — вместо него) воины имели одно-два специальных метательных копья исиджула. Некоторое распространение имели длинные деревянные палицы-кирри, а также боевые топоры. У всех воинов были лёгкие щиты из коровьих шкур, натянутых на деревянный каркас, которые защищали от холодного оружия, но совершенно не были преградой для пуль и картечи. Впрочем, в рукопашном бою с английскими солдатами они могли стать защитой от штыков.
Артиллерия у зулусов отсутствовала, хотя были два 7-фунтовых орудия, взятых ими в качестве трофеев при Исандлване. Оба орудия находились в Улунди, но зулусы не имели даже понятия о том, как обращаться с ними.
Кавалерии как рода войск у зулусов не было, хотя некоторые воины умели ездить верхом. Немногочисленные имевшиеся лошади использовались для разведки, передвижения начальников и передачи донесений.

### Командующие

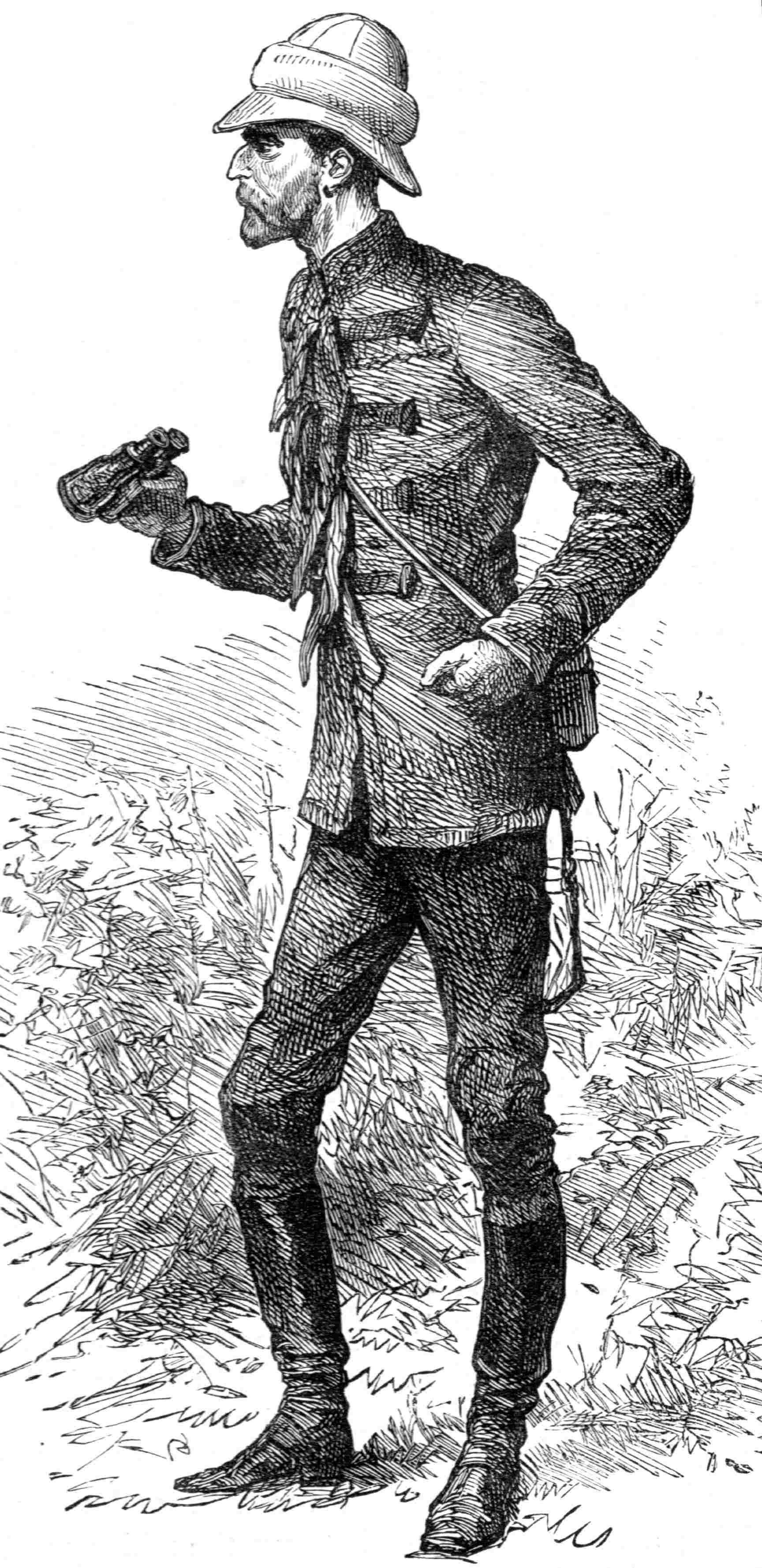
Лорд Челмсфорд при Улунди (рисунок сделан одним из британских офицеров, бывших в этом сражении)

- Британский командующий лорд Фредерик Август Тезигер, барон Челмсфорд (1827—1905) принадлежал к знатному роду, давшему Британской империи несколько крупных военных и политических деятелей, и прошёл путь, типичный для офицеров столь высокого происхождения (окончил знаменитый Итонский колледж, служил в различных элитных частях). К 1879 году он был уже весьма опытным офицером. Несмотря на то, что часть карьеры он провёл на адъютантских и штабных должностях, Челмсфорд участвовал в сражениях Крымской войны, получив награды Османской империи и Сардинского королевства, и многих колониальных экспедициях, в том числе подавлении Сипайского восстания в Индии и англо-эфиопской войне. В Капскую колонию он был направлен в 1878 году, где принял командование войсками в чине генерал-лейтенанта[23].
- Зулусский инкоси Кечва́йо каМпа́нде (около 1826 — 1883), то есть сын Мпанде (встречающиеся в источниках варианты имени — Кетевайо, Кетсвайо, Сетевайо, Кетшвайо, Кетчвайо), самостоятельно правил на тот момент уже почти 6 лет; самому ему было около 53 лет. Однако фактическим правителем он стал ещё при жизни своего отца, в 1856 году после кровопролитного гражданского конфликта, в ходе которого погиб младший брат Кечвайо, Мбуязи, претендовавший на трон[24].

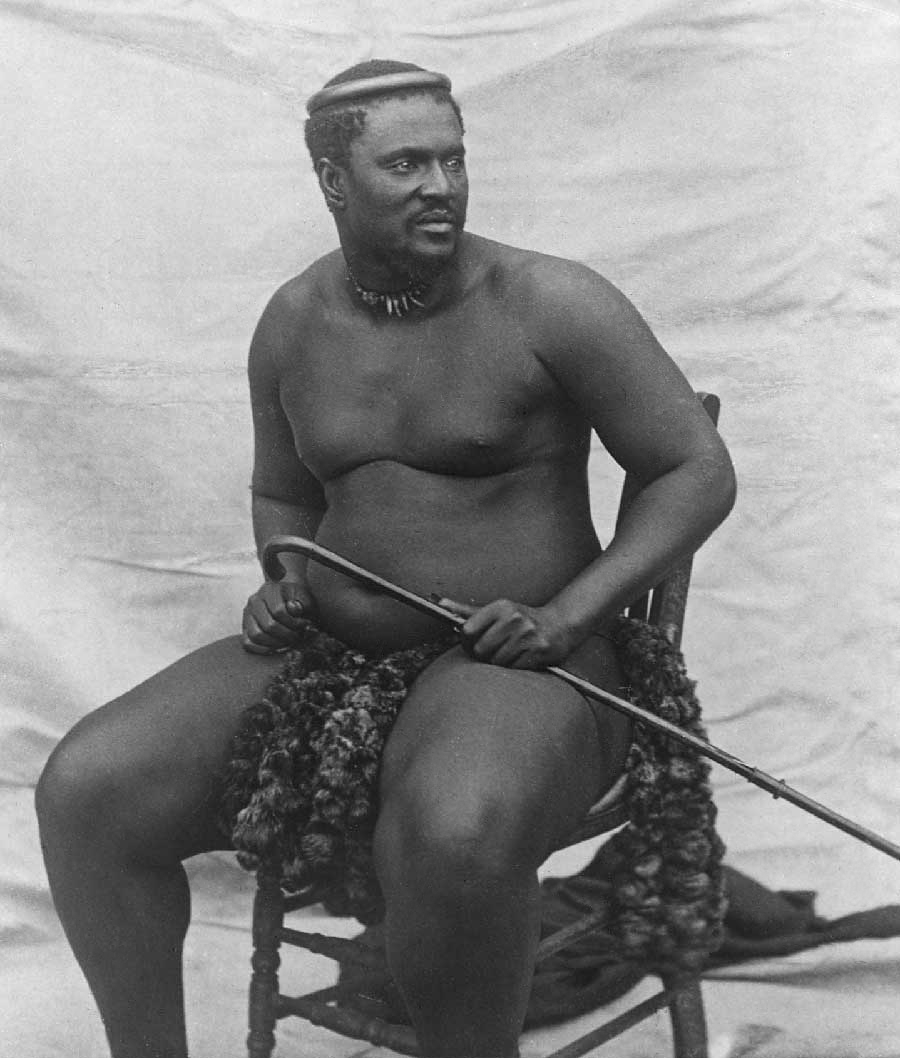
Кечвайо, фотография сделана около 1875 года

По существовавшему у зулусов обычаю, новый король основал новую столицу, поставив свой крааль в Улунди. Ввиду опасности от постоянной британской экспансии, король с первых дней восшествия на престол стал готовить народ к войне. Он активно занялся оснащением своей армии, в частности, массовыми закупками огнестрельного оружия. Он также сильно увеличил численность армии и стал уделять максимальное внимание обучению войск. В первые годы правления король был в союзнических отношениях с англичанами, но, осознавая угрозу зулусскому суверенитету от постоянного проникновения английского влияния, запретил белым миссионерам появляться в своём королевстве. Кроме того, Кечвайо подталкивал чёрное население Трансвааля к восстанию против буров, особенно после того, как буры начали массовое поселение на землях зулусов; делал он это, впрочем, не без подстрекательства со стороны англичан.
Кечвайо, по многим отзывам, не испытывал иллюзий относительно возможности зулусской армии долго сопротивляться британской мощи. Уже после первоначального успеха у Изандлваны король начал всерьёз раздумывать над заключением мира.

## Начало британского наступления

### Противоречия в британском командовании
1 июня Челмсфорд начал выдвижение в направлении Улунди и в тот же день начались первые столкновения. Главные силы англичан (Вторая дивизия, при которой находился сам командующий) двигались вдоль побережья; её поддерживала Летучая колонна Вуда. Первая дивизия шла параллельно, но глубже внутрь зулусской территории.

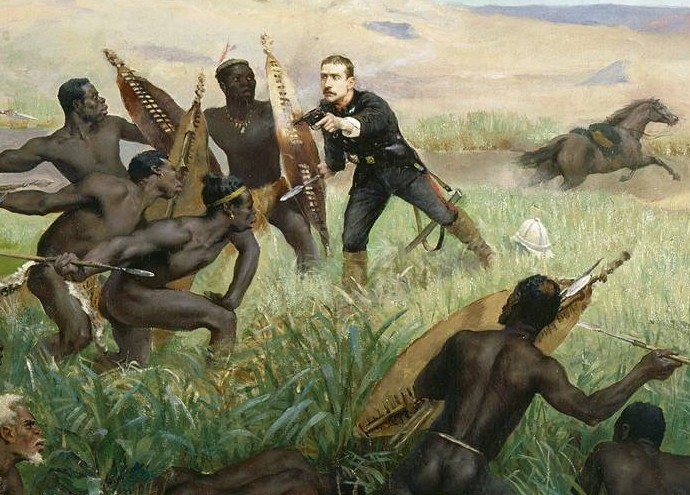
Гибель принца Евгения Наполеона (картина П.-Ж.Жамэна 1882 года в музее Второй империи, Компьень, Франция; фрагмент).

Британские силы продвигались медленно, но при этом зулусские военачальники практически не оказывали им серьёзного противодействия. Мелкие стычки происходили постоянно, но они никак не сказались на темпе продвижения английских колонн. В одной из первых таких стычек 1 июня погиб единственный наследник французского императорского престола принц Евгений (Эжен) Наполеон (1856-1879), проживавший после свержения французской монархии в Англии и отправившийся на войну из жажды подвигов. С его гибелью практически исчезла надежда на восстановление империи во Франции. Это происшествие ещё сильнее пошатнуло авторитет Челмсфорда в глазах британского руководства.

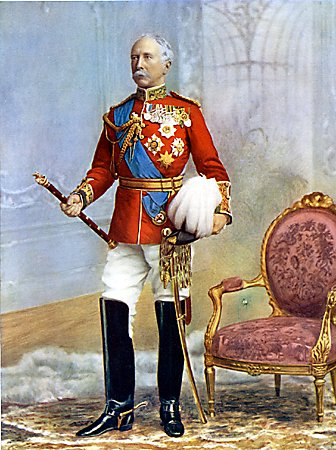
Виконт Уолсли в мундире фельдмаршала (1900 год)

На пути продвижения британцы основали несколько постоянных укреплённых лагерей. 28 июня главные силы Челмсфорда находились всего в 17 милях (27,3 км) от королевского крааля в Улунди, где в пассивном ожидании сосредоточились основные силы зулусов. Челмсфорд, стремившийся добиться решающего военного успеха, фактически проигнорировал приказ нового командующего сэра Уолсли (прибывшего в Кейптаун 17 июня), когда тот 23 июня направил ему телеграмму с требованием не предпринимать никаких активных действий. Уолсли, удивлённый отсутствием ответа, направил 30 июня новую телеграмму Челмсфорду:
Немедленно сконцентрируйте Ваши силы и держите их сосредоточенно. Не предпринимайте никаких серьёзных действий имеющимися у Вас частями. Незамедлительно подтвердите получение данного послания и телеграфируйте о Ваших дальнейших действиях. Я удивлён, что Вы не ответили мне.

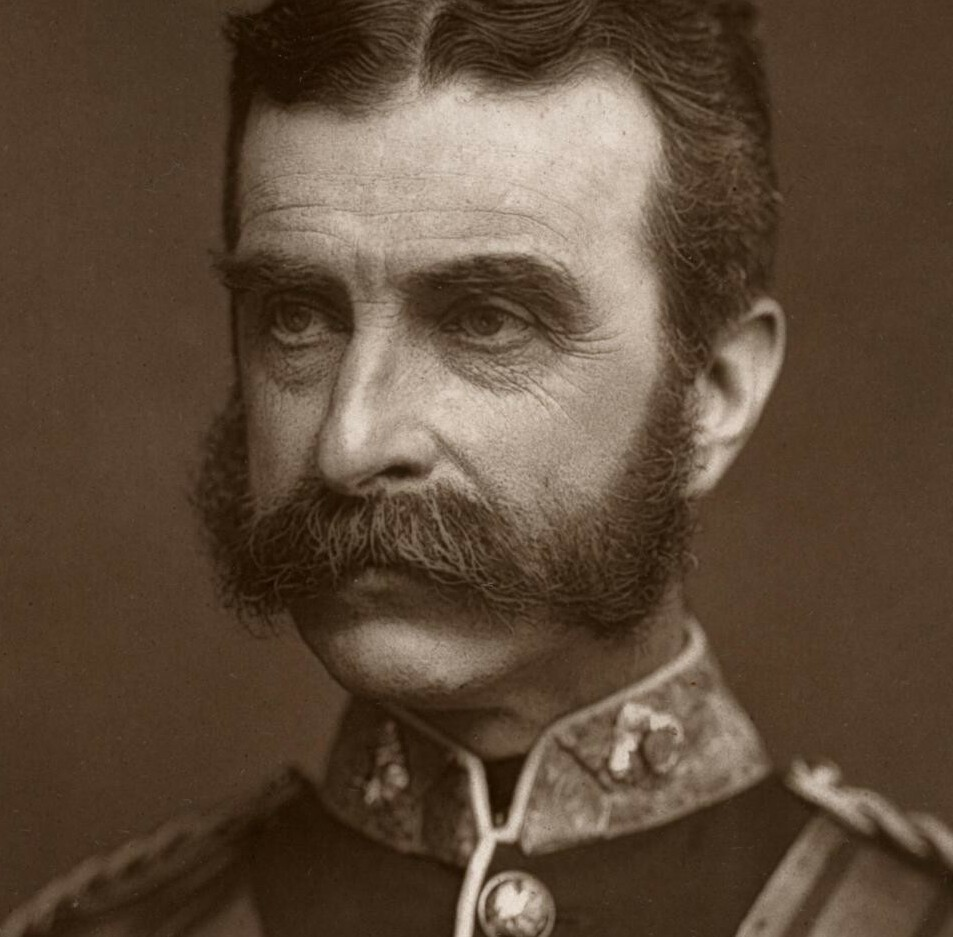
Лорд Челмсфорд (1827-1905)

Не получив и на этот раз ответа, Уолсли с штабом решил отправиться к Челмсфорду с намерением принять командование непосредственно на месте, направив телеграмму с указанием точки, куда Челмсфорд должен был отступать в случае получения соответствующих указаний. Однако при морском переходе из Кейптауна в Дурбан новый командующий задержался из-за плохой погоды, а когда вышел из Дурбана на соединение с действующей армией, было уже поздно, поскольку Челмсфорд вступил в соприкосновение с зулусами (30 июня британские войска были уже в виду Улунди).

### Мирные предложения зулусов
Зулусская правящая верхушка во главе с Кечвайо осознавала, что несмотря на первоначальный успех, долго противостоять британским силам будет крайне сложно ввиду их подавляющего технического превосходства. Король ещё в апреле-мае направил лорду Челмсфорду ряд мирных предложений, которые, однако, были оставлены совершенно без ответа.
Кетчвайо не оставлял попыток добиться мира путём переговоров даже после начала нового британского наступления и опять направил своих представителей к англичанам. Его делегаты прибыли в ставку Челмсфорда 4 июня, передав послание короля, который спрашивал о приемлемых для британцев условиях мира. Челмсфорд отправил ответное послание, но выдвигал заведомо неприемлемые для Кечвайо условия, включавшие выдачу всего скота и всего имевшегося у зулусов огнестрельного оружия.
Кечвайо направил к Челмсфорду 27 июня ещё одну делегацию, которая на этот раз, в знак принятия британских условий, пригнала стадо скота, принесла ценные дары в виде груза слоновой кости и передала обещание короля выдать огнестрельное оружие. Челмсфорд, однако, не принял дары под предлогом невыполнения его требований, и отправил делегацию назад, заявив, что даёт зулусам один день на то, чтобы капитулировать. Король, который из своего крааля уже мог лично наблюдать подходившие британские силы, сделал последнюю попытку договориться — пригнал к англичанам стадо из ста белых быков, принадлежавших ему лично (что, по зулусским понятиям, было выражением беспрецедентного почтения и покорности) и выдал именной палаш принца Евгения Наполеона, захваченный зулусами в упомянутой стычке, но Челмсфорд остался непреклонен. Воины Кечвайо, роптавшие при известии о притязаниях Челмсфорда, отказывались выдавать полковые стада. Сражение стало неизбежным.
3 июля произошло первое столкновение с зулусами у Улунди — отряд британской кавалерии, совершавший разведывательную вылазку, попал под винтовочный огонь крупного зулусского отряда, насчитывавшего, возможно, до 3 тыс. чел., и отступил, потеряв троих убитыми. Английским кавалеристам с большим трудом удалось оторваться от зулусов и добраться до своих. Этот инцидент окончательно убедил Челмсфорда в том, что зулусские правители решили принять бой. Он направил Уолсли послание, в котором сообщил о намерении атаковать зулусов, хотя соглашался, в случае необходимости, отступить в пункт, указанный новым командующим.

## Планы сторон перед боем

### Замысел британского командования
Челмсфорд решил начать сражение утром 4 июля. Он намеревался дать зулусам бой на открытой местности, не прикрываясь при этом ни заграждениями из фургонов, ни земляными валами. В случае успеха это показало бы, что англичане могут победить зулусов даже в открытом бою, что, по расчётам Челмсфорда, подорвало бы боевой дух африканцев — дело в том, что зулусы считали себя непобедимыми в схватках «в чистом поле», не в последнюю очередь из-за своего успеха у Изандлваны, когда им удалось охватить и прорвать британские порядки, не защищённые фургонами. В качестве наиболее рационального построения Челмсфорд избрал каре, которое прикрывала бы с флангов кавалерия.

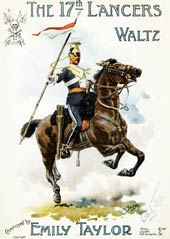
Улан 17-го полка (открытка 1905 г.)

Каре планировалось построить по следующей диспозиции:
- Фронт — пять рот 80 полка, глубиной четыре шеренги; слева два 9-фунтовых орудия, справа — два 7-фунтовых, в центре обе картечницы Гатлинга.
- Правая сторона — восемь рот 13 полка, четыре роты 58 полка в две шеренги. Артиллерия — два 7-фунтовых орудия.
- Левая сторона — восемь рот 90 полка, четыре роты 94 полка в две шеренги. Артиллерия — два 7-фунтовых и два 9-фунтовых орудия.
- Тыльная сторона — две роты 94 полка и две роты 21 полка в две шеренги. Артиллерия — два 9-фунтовых орудия.

В центре каре двигались штаб, инженерная рота (под командованием лейтенанта Джона Чарда, героя сражения при Роркс-Дрифте), натальский туземный батальон и британские полковые музыканты, которым в бою вменялась раздача боеприпасов и помощь раненым. С этими частями находилось 50 фургонов с припасами. Сам Челмсфорд, верхом на коне, находился позади фронтальной стороны каре, справа.
Фланги каре прикрывала кавалерия генерала Буллера, с приданным эскадроном 17 уланского полка. Два уланских эскадрона 17 полка, 1 драгунский гвардейский полк и натальская туземная кавалерия прикрывали тыл.
Всего британское каре состояло из 5300 чел. пехоты (из них 1005 туземцев), которых прикрывали около 900 кавалеристов, как британских, так и туземных частей.

### Замысел зулусов

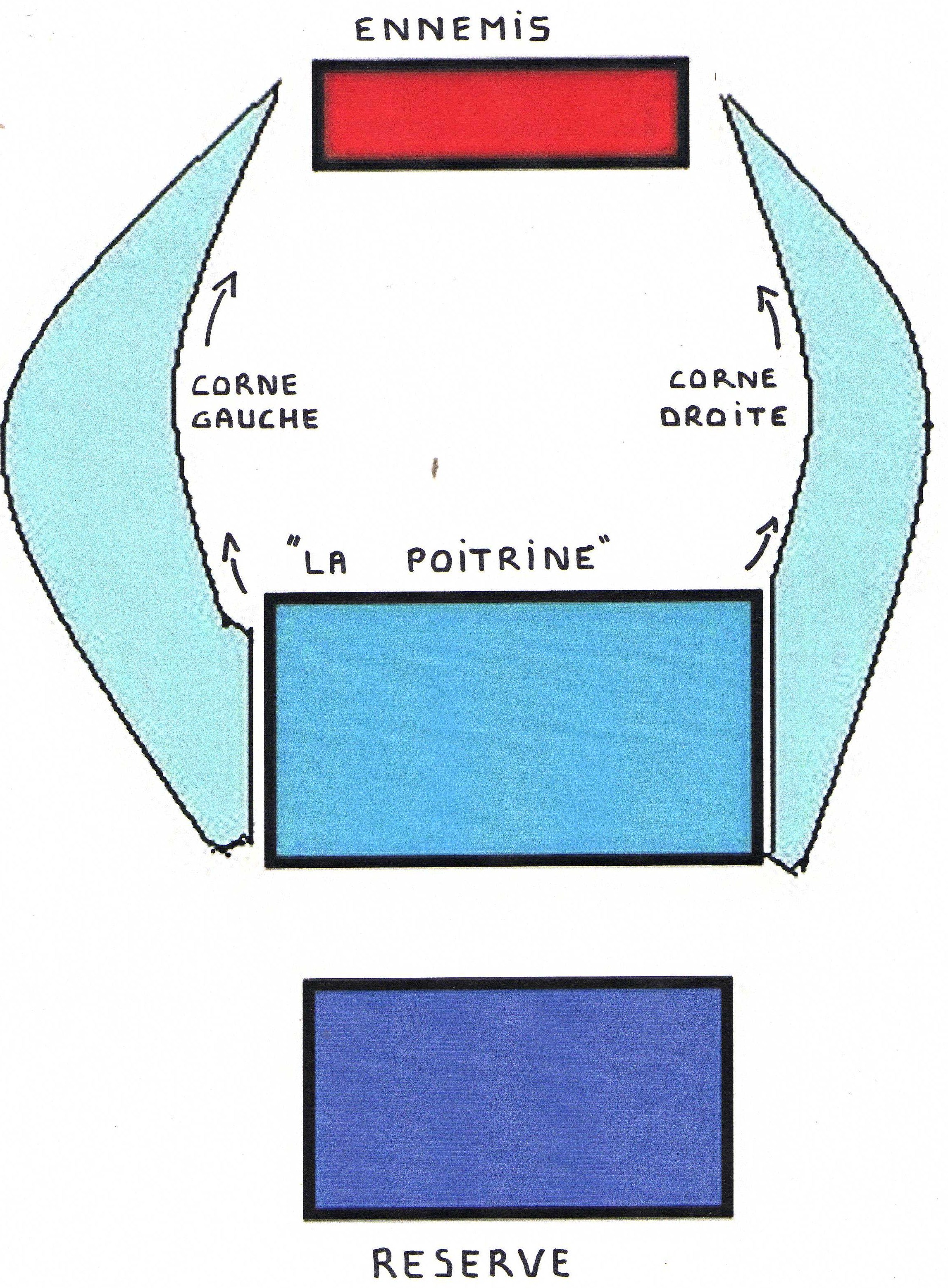
Схема боевого построения наступающей зулусской армии «рога буйвола» (противник обозначен красным)

Зулусские командиры не могли противопоставить противнику никакой тактики, кроме уже испробованной. Им оставалось рассчитывать на повторение успеха у Изандлваны — для этого надо было охватить англичан с возможно большего количества направлений, а затем максимально быстро (чтобы меньше пострадать от ружейного и пушечного огня) сблизиться и навязать рукопашный бой.
Зулусы использовали в наступлении традиционный приём, основанный на принципах, заложенных ещё во время Чаки в начале XIX века. Боевой порядок их армии, согласно устоявшейся практике, в наступлении строился по образу нападающего буйвола; эта тактика так и называлась — «рога буйвола» (зулу izimpondo zankhomo). Действующая армия разделялась на три части:
- «Рога» (соответственно, правый и левый), охватывавшие противника с фланга. В эти полки обычно ставили молодых, неопытных воинов.
- «Грудь» была основной ударной силой, осуществлявшей фронтальное нападение.
- «Туловище», в которое входили полки, предназначенные для добивания противника. В них служили главным образом ветераны. Иногда к «туловищу» придавались «бёдра» — дополнительные резервные отряды.

Именно такой боевой порядок принёс зулусскому королевству успех в сражениях с окружавшими народами и позволил одержать победу при Изандлване. Кроме того, зулусы могли применять тактику засад, скрывая в высокой траве целые отряды, которые в нужный момент вставали бы в полный рост и открывали огонь из винтовок или бросались в рукопашную — как раз благодаря такому методу они в стычке 3 июля отбросили английский конный разведывательный отряд.
Имея у Улунди 24 тыс. бойцов, Кечвайо теоретически мог рассчитывать на успех, если бы его армии удалось сблизиться с британскими порядками для рукопашного боя. Однако колоссальное огневое превосходство англичан делало эту задачу исключительно сложной. Следовало принимать во внимание и общую усталость зулусской армии, её психологический надлом.

## Сражение
Первыми начали движение британские кавалерийские части Буллера около 6:00 4 июля. Имея кавалерию в авангарде, английская пехота беспрепятственно преодолела реку Белая Умфолози и к 7:30 завершила построение в каре согласно плану. Британская армия перешла в общее наступление.

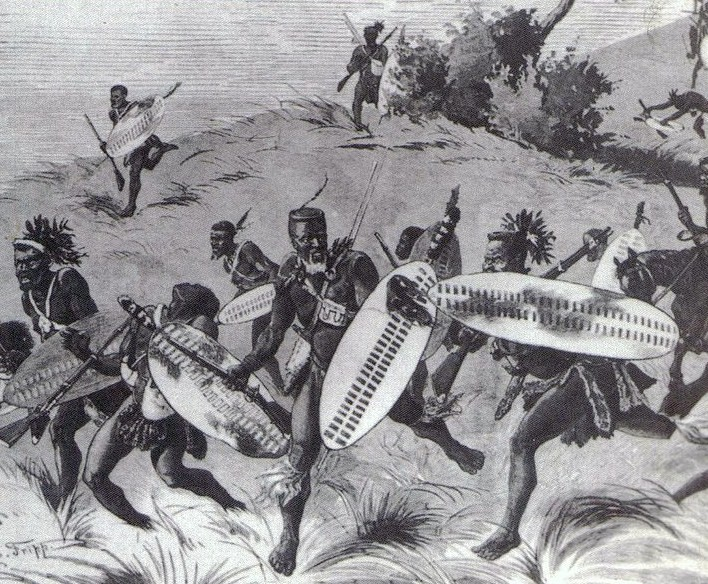
Зулусы в атаке (рисунок Ч. Э. Фриппа, 1879 г.). Видно, что почти все воины имеют винтовки

До 8:00 контакта с зулусами не было, поэтому иррегулярные кавалерийские части были высланы вперёд, чтобы найти противника. Около 8:45 кавалеристы Буллера, перейдя ручей Мбилане по направлению движения каре, вошли в соприкосновение с зулусами. Полк Ингобамакоси (одна из элитных частей зулусской армии), поднявшись из высокой травы, почти окружил британских кавалеристов. Кавалерия начала медленно отступать и частично укрылась внутри каре, которое двигалось навстречу зулусам с развёрнутыми полковыми знамёнами, под музыку оркестра 13 полка.
Для Челмсфорда ситуация быстро прояснилась — главные силы Кечвайо, численностью 13-15 тыс. чел., стояли впереди каре, построившись своим обычным порядком «рога буйвола», в виде полукруга, охватывая англичан с трёх сторон. Поодаль виднелись резервные полки, готовые завершить окружение. Зулусы первое время стояли на месте, издавая военный клич, пританцовывая и ударяя древком копий по щитам. Британские кавалеристы дали по зулусским порядкам винтовочный залп прямо с седла, пытаясь спровоцировать на атаку, и отступили.

Схема сражения. Хорошо заметно полное окружение англичан зулусскими силами.

В 9:00, когда кавалерия в основном покинула пространство перед каре, британцы открыли артиллерийский огонь с дистанции 2 тыс. ярдов (1800 м) по зулусам, начавшим наступление. Приблизившись на 400 ярдов, наступавшие зулусы оказались под плотным огнём всего английского каре — артиллерии, картечниц Гатлинга и винтовок, бивших залпами. Зулусским стрелкам, которые залегли за камнями и другими естественными укрытиями, удалось причинить некоторые потери английской пехоте, но это не повлияло на ход боя. Большинство зулусских стрелков брали слишком высокий прицел и их пули обычно пролетали над головами англичан.
Среди зулусов было очень мало хороших стрелков, а большинство из них едва умело целиться, поэтому даже захват при Исандлване 1000 современных британских винтовок не слишком усилил огневые возможности зулусского войска. Один из англичан рассказывал, что зулусы, видя, как европейцы при стрельбе на большие дистанции поднимают прицельную планку, решили, что это увеличивает мощность ружья и всегда стреляли с поднятыми планками. Как следствие, в решающем сражении при Улунди британцы, несмотря на то, что были построены плотным каре, потеряли от огня зулусов всего полтора десятка человек убитыми и до 80 ранеными.
Очень быстро зулусская атака начала захлёбываться на всех направлениях. Британский огонь вынудил зулусов, атаковавших каре, остановиться и залечь в траве. Зулусы время от времени поднимались в атаку снова, но на близкой дистанции винтовочные залпы и картечь наносили им огромные потери. Все попытки зулусов сблизиться для рукопашной оказались тщетными — ни разу в ходе боя им не удалось подойти к каре ближе, чем на 30 ярдов. Когда измотанные и деморализованные зулусы ослабили натиск, последняя отчаянная атака была предпринята их резервными частями, которых, по словам очевидцев, вёл в бой один из вождей верхом на белом коне. Но и эта атака захлебнулась под британским огнём.
Во время боя Челмсфорд почти не отдавал распоряжений, подсказывая только, на каких направлениях следовало сосредоточить огонь. Когда противник пришёл в замешательство, Челмсфорд отдал приказ атаковать их силами кавалерии. 17 уланский полк, часть 1 драгунского полка и туземная кавалерия, выйдя через проход в тыльной стороне каре, атаковали зулусов, которые сразу дрогнули и начали отступать. Британская артиллерия при этом продолжала огонь, перенеся его дальше в глубину зулусских порядков, среди которых к 9:30 началось бегство. По словам исследователей, результат сражения мог быть только один, принимая во внимание подавляющую огневую мощь англичан.
Единственное серьёзное препятствие кавалеристы встретили, пересекая ручей Мбилане, где уланы 17 полка попали под плотный винтовочный огонь и потеряли несколько человек. За исключением этой стычки, нигде больше они не натолкнулись на серьёзное сопротивление. Зулусские силы, рассеиваясь, быстро отступили. Конники преследовали бежавшего противника, пока на равнине, где проходило сражение, не осталось ни одного живого зулуса. Туземные кавалеристы занялись добиванием раненых зулусов.

## Результат сражения

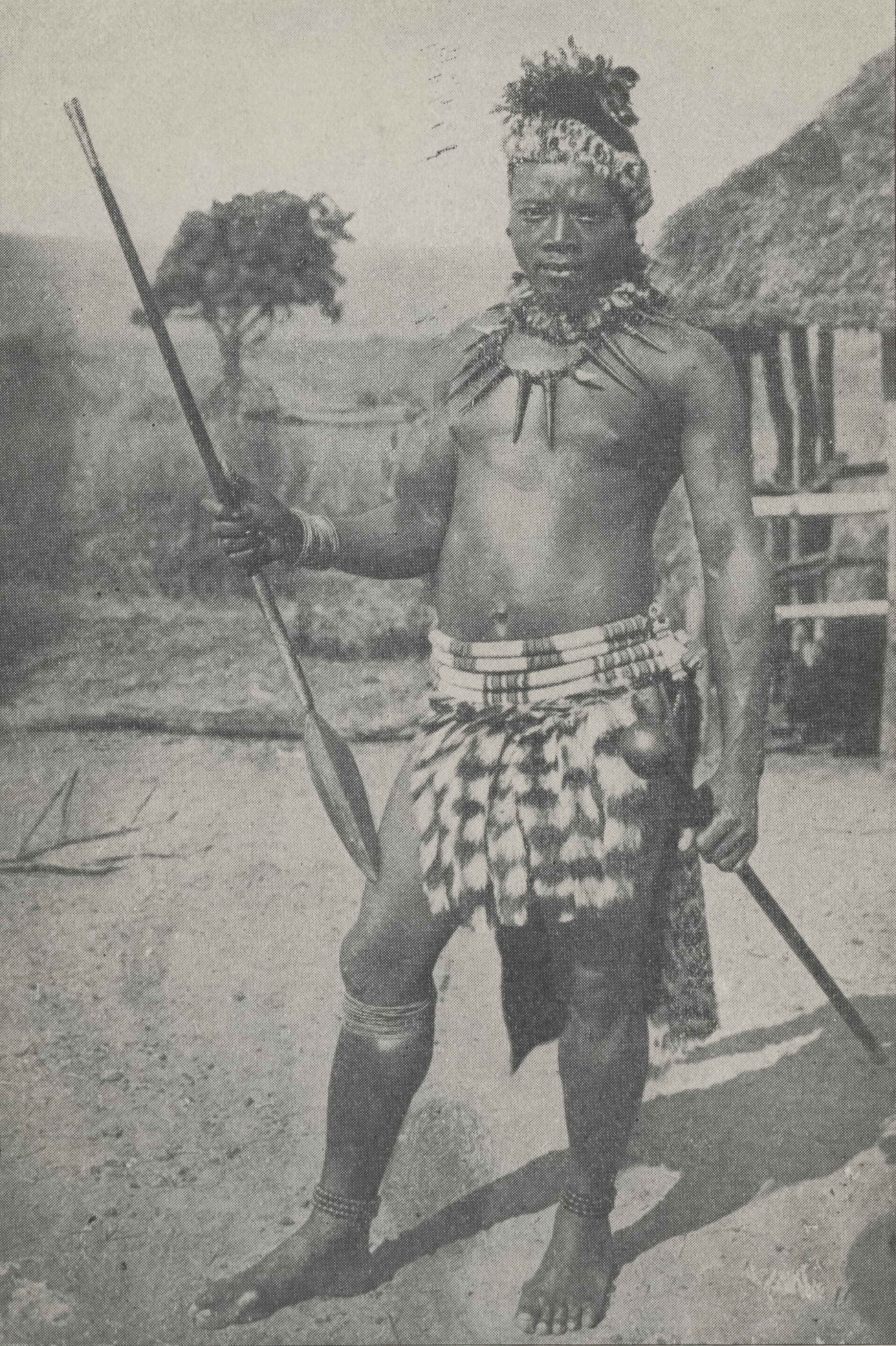
Зулусский воин, вооружённый ударным копьём-иклва и палицей-кирри (фотография 1917 г.)

Фактически битва при Улунди свелась к методичному расстрелу англичанами атаковавших зулусов. После получасового огня английских орудий, картечниц Гатлинга и тысяч винтовок зулусская армия перестала существовать как организованная сила. Потери зулусов, согласно довольно приблизительным подсчётам, составили 400—500 убитыми (чаще называется цифра в 473 убитых, которых англичанам удалось непосредственно сосчитать) и около 1000 ранеными (впрочем, в большинстве случаев ранение означало гибель воина). Таким образом, их потери были не выше, чем в сражении у Роркс-Дрифта, но боевой дух армии Кечвайо оказался сломлен, а управление войсками дезорганизовано. Челмсфорд добился решительной военной победы.
У англичан выбыло 100 человек — 13 убитыми и 87 ранеными. Практически все эти потери были причинены винтовочным огнём зулусов, поскольку британское каре ни разу не вступило в ближний бой. Битва при Улунди оказалась крупнейшим сражением в Южной Африке по числу участвовавших.
Британцы заняли крааль Улунди, захватив всё находившееся там имущество — скот, оружие. Были взяты и оба 7-фунтовых орудия 24 полка, погибшего у Изандлваны. Челмсфорд приказал уничтожить королевский крааль. Подожжённый Улунди горел несколько дней.
Кечвайо покинул Улунди ещё накануне боя, но находился неподалёку и бежал при известии о поражении. Британские части начали его поиск.

## Итоги
Челмсфорд сдал командование виконту Уолсли 15 июля, а через два дня отправился в Англию. Боевые действия продолжались в виде отдельных стычек ещё несколько недель. Кечвайо был взят в плен 28 июля в лесу Нгоме и отправлен сначала в Кейптаун, где жил в заключении до 1882 года. 1 сентября 1879 года зулусские вожди сдались британцам.

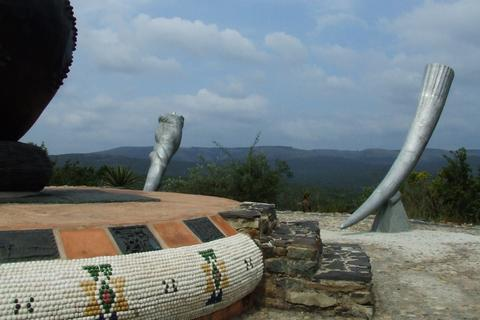
Монумент Эмакосини, посвящённый зулусским инкоси, близ Улунди. Построен после падения апартеида в ЮАР

С независимым существованием Зулуленда было покончено. Британцы разделили страну между вождями на 13 частей, после чего в Зулуленде началась многолетняя гражданская война. В 1882 году англичане вновь вернули трон Кечвайо, оставив ему лишь номинальные полномочия. Инкоси, перед тем, как снова занять трон, совершил поездку в Лондон и был принят королевой Викторией, которую просил разрешить ему снова царствовать. Вернувшийся в Зулуленд монарх правил меньше года — он умер в 1883 году.
В 1887 году британская администрация официально сделала Зулуленд своей колонией, положив начало длительному колониальному периоду в истории зулусов. Гражданская война на зулусских землях не утихала ещё очень долгое время и полностью прекратилась лишь в 1906 году.
Улунди, с учётом его традиционно важного для зулусского народа значения, во времена режима апартеида был избран резиденцией правительства квазинезависимого государства (бантустана) Квазулу. Сейчас Улунди — небольшой городок, являющийся столицей провинции Квазулу-Наталь, делящий функции управления с городом Питермарицбург. Неподалёку, в местечке Ондини, находится резиденция зулусского короля, наделённого лишь церемониальными полномочиями, но пользующегося огромным авторитетом среди зулусов. С 1968 года (фактически с 1971, после регентства его дяди) королём является Гудвилл Звелитини, праправнук Кечвайо.